# Сотомоскал (Верона)
Сотомоскал је насеље у Италији у округу Верона, региону Венето.
Према процени из 2011. у насељу је живело 42 становника. Насеље се налази на надморској висини од 196 м.